# Siyaad Barre
Maxamed Siyaad Barre (født 6. oktober 1919 i Shilavo i Ogaden, død 2. januar 1995 i Lagos i Nigeria) var den militære diktator og præsident for den Somaliske Demokratiske Republik fra 1969 til 1991. Under sit styre fremførte han sig selv som Jaalle Siyaad ("Kammerat Siad").